# Before Their Eyes
Before Their Eyes est un groupe de post-hardcore américain, originaire de Findlay, en Ohio. Le groupe est actuellement signé avec le label InVogue Records.

## Biographie
Le groupe est formé par le chanteur Nick Moore, et le nom vient d'un verset du Nouveau Testament (3:18) : There is no fear of God before their eyes. Leur deuxième album, The Dawn of My Death, est publié le 28 octobre 2008. Il atteint la neuvième place des Billboard Heatseekers.
Leur troisième album, Untouchable est publié le 26 mars 2010 et atteint la 22e place des Billboard Heatseekers. Après cet album, le guitariste Landon Tewers quitte Before Their Eyes pour se consacrer à son groupe de metalcore The Plot in You.
Le 3 janvier 2015, le groupe annonce avoir terminé son dernier album avec le producteur Nick Ingram. Leur dernier album, Midwest Modesty est publié à la fin 2015.  Il atteint la septième place du Billboard Heatseakers.

## Membres
- Nicholas Moore - chant, claviers, piano (depuis 2006)
- Anthony Damschroder - basse, chœurs (depuis 2006)
- Jordan Disorbo - guitare solo, chœurs (depuis 2010)
- Brandon Rosiar - guitare rythmique (depuis 2011)
- Jarrett Hottman - batterie, percussions (2006–2011, depuis 2013)

## Discographie
- 2007 : Before Their Eyes
- 2008 : The Dawn of My Death
- 2010 : Untouchable
- 2012 : Redemption
- 2015 : Midwest Modesty